# Atalaya (Rincón)
Atalaya es un barrio ubicado en el municipio de Rincón en el estado libre asociado de Puerto Rico. En el Censo de 2010 tenía una población de 956 habitantes y una densidad poblacional de 366,55 personas por km².

## Geografía
Atalaya se encuentra ubicado en las coordenadas 18°18′52″N 67°11′52″O / 18.31444, -67.19778. Según la Oficina del Censo de los Estados Unidos, Atalaya tiene una superficie total de 2.61 km², que corresponden a tierra firme.

## Demografía
Según el censo de 2010, había 956 personas residiendo en Atalaya. La densidad de población era de 366,55 hab./km². De los 956 habitantes, Atalaya estaba compuesto por el 87.76% blancos, el 4.5% eran afroamericanos, el 0.84% eran amerindios, el 5.75% eran de otras razas y el 1.15% pertenecían a dos o más razas. Del total de la población el 98.74% eran hispanos o latinos de cualquier raza.